# Karolina Bułat
Karolina Bułat (ur. 16 lutego 1975) – polska tenisistka, mistrzyni Polski w grze pojedynczej oraz w drużynowych mistrzostwach Polski.
Reprezentantka klubu AZS Poznań. Razem z koleżankami: Beatą Gomułą, Małgorzatą Galicką, Moniką Podsiadło i Urszulą Dotą zdobyła dla klubu tytuł mistrza Polski w 1992 roku. W grze pojedynczej również została mistrzynią kraju. W 1993 była w finale prestiżowego drużynowego turnieju juniorskiego, Continental Cup. Polski przegrały wówczas 0:3 z Argentyną. Bułat przegrała 1:6, 1:6 z Marianą Díaz-Olivą.
Karolina Bułat ma na koncie jeden tytuł gry pojedynczej kategorii ITF, wywalczony w Salerno w 1992 roku.
Razem z Katarzyną Malec, z którą w większości występowała w turniejach deblowych, wygrała w grudniu 2003 imprezę ITF na Florydzie na kortach ziemnych.
Nie występowała w zawodowych turniejach WTA, toteż jej miejsca rankingowe są dość niskie: piąta setka w grze podwójnej oraz szósta w grze pojedynczej.
Obecnie zajmuje się komentowaniem tenisa na antenie Eurosportu (od turnieju US Open 2006).

## Wygrane turnieje rangi ITF
| turnieje z pulą nagród 100 000 $ |
| turnieje z pulą nagród 75 000 $  |
| turnieje z pulą nagród 50 000 $  |
| turnieje z pulą nagród 25 000 $  |
| turnieje z pulą nagród 15 000 $  |
| turnieje z pulą nagród 10 000 $  |

### Gra pojedyncza
|    | Data       | Turniej | Kat. | ($)    | Naw.   | Finalistka    | Wynik    |
| 1. | 18/05/1992 | Salerno | ITF  | 10 000 | ziemna | Květa Peschke | 7:5, 6:4 |

### Gra podwójna
|    | Data       | Turniej  | Kat. | ($)    | Naw.   | Partnerka       | Mistrzynie                  | Wynik    |
| 1. | 21/10/1991 | Asunción | ITF  | 10 000 | ziemna | Katarzyna Malec | Paola Suárez Pamela Zingman | 7:5, 6:4 |